# Angle d'atac

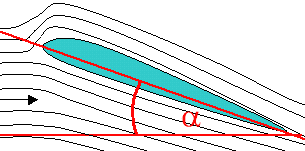
Fig. 1: il·lustració de l'angle d'atac d'un perfil d'ala. La fletxa negra indica la direcció del vent, l'angle α és l'angle d'atac.

Fig. 2: exemple de gràfic coeficient de sustentació-angle d'atac.

S'anomena angle d'atac a l'angle que formen la corda geomètrica d'un perfil d'ala amb la velocitat de l'aire incident.
És un paràmetre que influeix decisivament sobre la capacitat de generar sustentació d'una ala o sobre la de generar tracció de les pales d'una hèlix.
Normalment, en augmentar l'angle d'atac augmenta la sustentació fins a un punt concret en el qual aquesta disminueix bruscament, fenomen que es coneix amb el nom d'entrada en pèrdua. La dependència de la sustentació amb l'angle d'atac es pot mesurar a través d'un coeficient de sustentació {\displaystyle C_{L}} la variació del qual amb l'angle d'atac α s'il·lustra a la figura 2.
S'ha de destacar que existeixen uns dispositius hipersustentadors que poden incrementar l'angle d'atac d'entrada en pèrdua.